# Diamaré
Diamaré ist ein Département der Region Extrême-Nord in Kamerun.
Auf einer Fläche von 4665 km² leben nach der Volkszählung 2001 642.227 Einwohner. Die Hauptstadt ist Maroua.

## Gemeinden
- Bogo
- Dargala
- Gawaza
- Maroua
- Meri
- Ndoukoula
- Petté